# ویکتور ژلوکتوف
ویکتور ژلوکتوف (روسی: Виктор Васильевич Жлуктов؛ زادهٔ ۲۶ ژانویهٔ ۱۹۵۴) بازیکن هاکی روی یخ اهل شوروی بود.
وی همچنین برندهٔ جوایزی همچون نشان دوستی شده‌است.